# Janolus barbarensis
Janolus barbarensis is een slakkensoort uit de familie van de Janolidae. De wetenschappelijke naam van de soort werd in 1863 gepubliceerd door J. G. Cooper.